# Долхобычув (гмина)
Долхобычув (пол. Dołhobyczów) — сельская гмина (волость) в Польше, входит как административная единица в Хрубешувский повет, Люблинское воеводство. Население — 6175 человек (на 2004 год).

## Соседние гмины

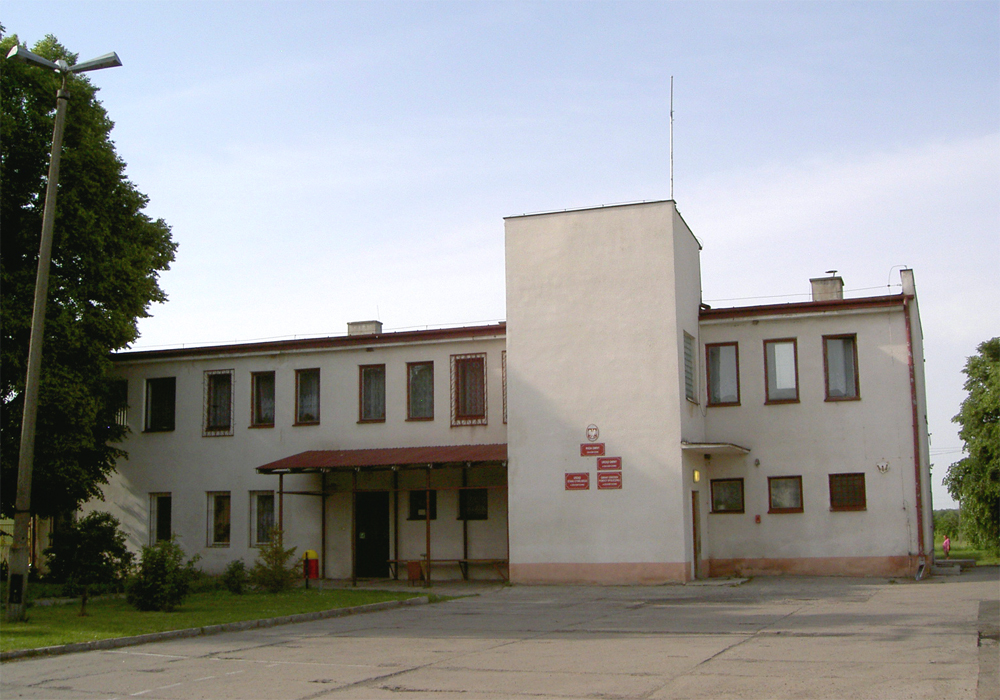
Гмина Долхобычув

1. Гмина Мирче
2. Гмина Телятын
3. Гмина Ульхувек

## Известные жители
- Георг Кляйнов — немецкий публицист и общественный деятель.

## Достопримечательности
- православная церковь Симеона Столпника, построена в 1903—1904 годах